# Sheldon Saul Hendler

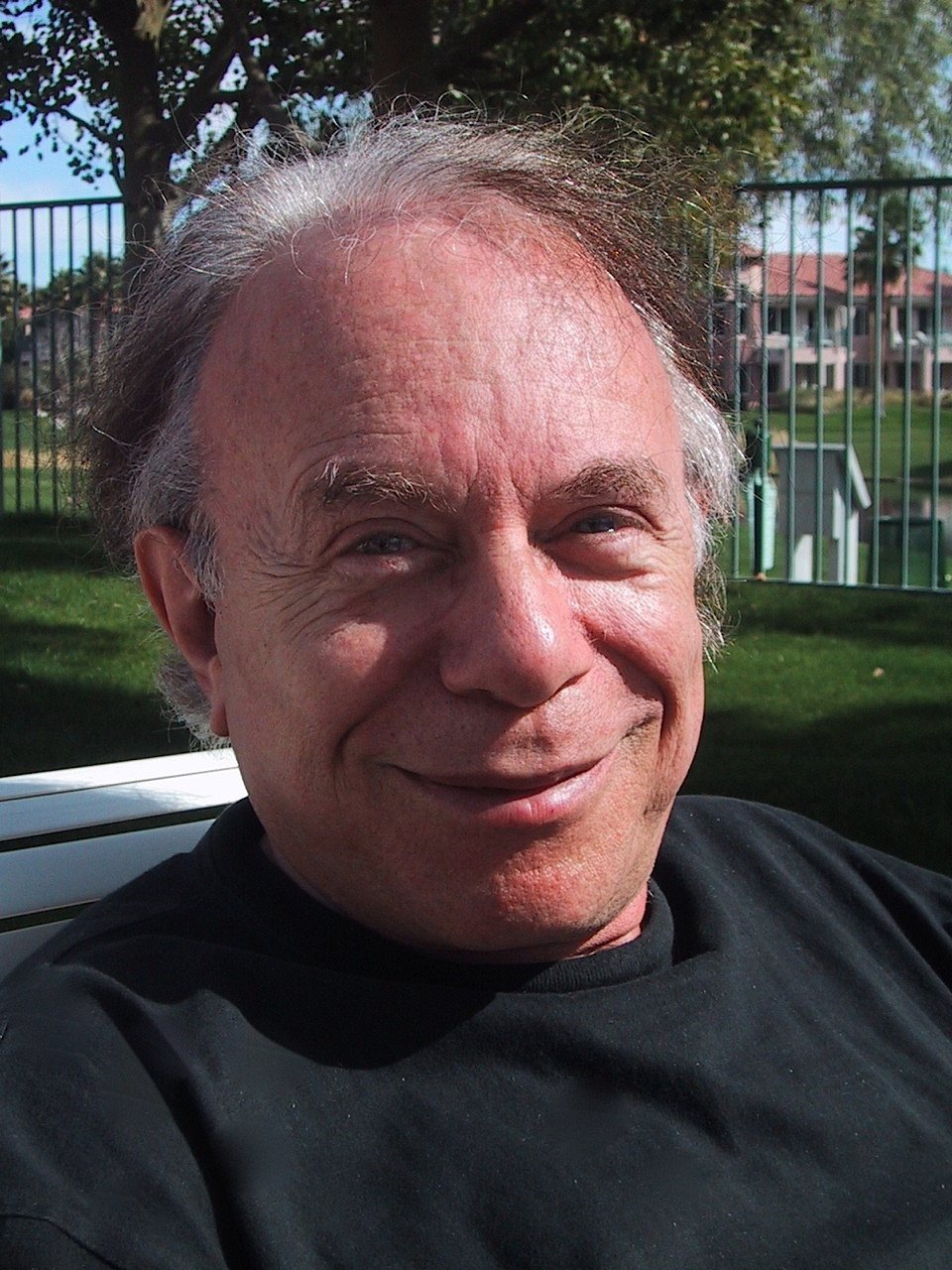
Sheldon Saul Hendler

Sheldon Saul Hendler, Ph.D., M.D., FACP, FACN, FAIC (ur. 12 maja 1936 w Nowym Jorku, zm. 12 listopada 2012 w San Diego) – amerykański internista prowadzący prywatną praktykę w Kalifornii, profesor medycyny klinicznej University of California, San Diego, profesor biochemii Universidad Autónoma de Baja California, badacz.
Autor wielu nagrodzonych książek, w tym Lekarskiej encyklopedii witamin i minerałów (The Doctor's Vitamin and Mineral Encyclopedia) i PDR for Nutritional Supplements.
Jego książka Przełom w oddychaniu: 30 dni do życia bez chorób (The Oxygen Breakthrough: 30 Days to an Illness-Free Life) zawiera ćwiczenia oddechowe, dzięki którym, jego zdaniem, można uwolnić się od astmy, przeziębienia, alergii, a nawet AIDS.

## Publikacje
- (1986) The Complete Guide to Anti-Aging Nutrients – Sheldon Saul Hendler (autor), wyd. Simon & Schuster, marzec 1986, miękka okładka, ISBN 0-671-61438-X, ISBN 978-0-671-61438-6
- (1989) The Oxygen Breakthrough: 30 Days to an Illness-Free Life, William Morrow & Co; pierwsze wydanie: marzec 1989, 271 stron, twarda okładka, ISBN 0-688-08113-4, ISBN 978-0-688-08113-3
- (1990) The Doctor's Vitamin and Mineral Encyclopedia – Sheldon Saul Hendler (autor), wyd. Simon & Schuster, 1 stycznia 1990, 496 stron, twarda okładka, ISBN 0-671-74092-X, ISBN 978-0-671-74092-4
- (1991) The Purification Prescription – Sheldon Saul Hendler (autor), wyd. William Morrow & Co; pierwsze wydanie: styczeń 1991, 300 stron, twarda okładka, ISBN 0-688-08770-1, ISBN 978-0-688-08770-8
- (1991) The Doctor's Vitamin and Mineral Encyclopedia – Sheldon Saul Hendler (autor), wyd. Simon & Schuster, 15 sierpnia 1991, 496 stron, miękka okładka, ISBN 0-671-74092-X, ISBN 978-0-671-74092-4
- (1991) The Healing Herbs: The Ultimate Guide to the Curative Power of Nature's Medicines – Michael Castleman (autor), Sheldon Saul Hendler (red. techniczny), Rodale Books; pierwsze wydanie 15 kwietnia 1991, 289 stron, ISBN 0-87857-934-6, ISBN 978-0-87857-934-1
- (1994) The Purification Prescription – Sheldon Saul Hendler (autor), wyd. Random House Value Publishing, 9 marca 1994, twarda okładka, ISBN 0-517-11506-9, ISBN 978-0-517-11506-0
- (2001) PDR for Nutritional Supplements – Sheldon Saul Hendler (red.), David Rorvik (red.), wyd. Thomson Healthcare, pierwsze wydanie 1 marca 2001, 700 stron, ISBN 1-56363-364-7, ISBN 978-1-56363-364-5